# Spongicoloides inermis
Spongicoloides inermis is een tienpotigensoort uit de familie van de Spongicolidae. De wetenschappelijke naam van de soort is voor het eerst geldig gepubliceerd in 1905 door Bouvier.